# Victor Morax

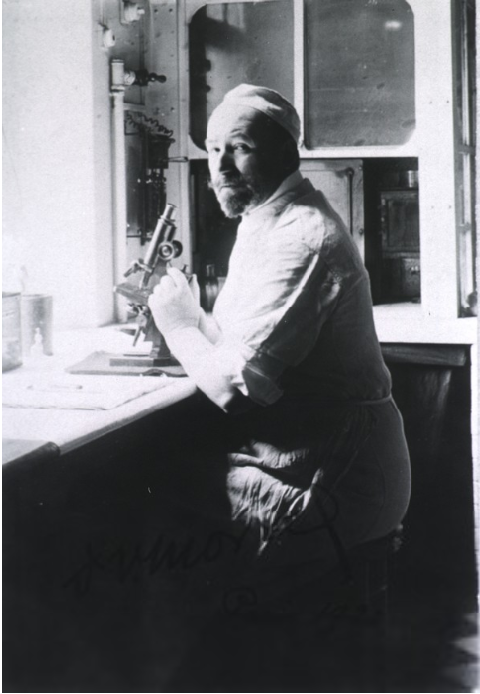
Victor Morax, Paris 1920

Victor Morax (* 16. März 1866 in Morges; † 14. Mai 1935 in Paris; heimatberechtigt in Mex, später eingebürgert in Frankreich) war ein Augenarzt und Wissenschaftler.

## Leben
Victor Morax wuchs mit seinen Brüdern Jean und René als Sohn eines Kantonsarztes auf. Er studierte Medizin in Paris und promovierte 1892. Er setzte sein Leben in Paris fort, zuerst am Institut Pasteur und als Belegarzt am Hôpital de la Salpêtrière, an welcher ebenfalls Jean Martin Charcot tätig war. Er liess sich später am Hôpital Lariboisière zum Augenarzt ausbilden und leitete dann bis zu seiner Pensionierung im Jahre 1929 die augenärztliche Abteilung des Spitals.
Er und Theodor Axenfeld entdeckten um 1896 den „Diplobazillus“ der chronischen Konjunktivitis. Morax erlangte weltweite Bekanntheit mit seiner Forschung zu bakteriell verursachten Augenkrankheiten und zum Trachom, dessen Resultate 1929 veröffentlicht wurden. Die Bakterien-Gattung Moraxella wurde nach ihm benannt. Er war Herausgeber der Annales d’oculistique und gehörte der Medizinischen Akademie Frankreichs an.
Victor Morax begründete eine Augenarztfamilie. Sein Sohn Pierre Victor (1908–2000) war Mitautor eines Standardwerkes der Neuroophthalmologie und bearbeitete die Geschichte der Annales d’oculistique, sein Enkel Serge wurde weltbekannter Lid- und Orbitachirurg und war Chefarzt der Augenabteilung des Hôpital Fondation Adolphe de Rothschild. Serge erhielt 2008 die Médaille d’Or Paul Chibret.